# Golden Gate Quartet
Golden Gate Quartet (též The Golden Gate Jubilee Quartet) je americká vokální skupina založená v roce 1934 a je aktivní dosud, byť se několikrát změněným obsazením. Patří mezi nejúspěšnější afroamerické gospelové skupiny a kontinuálně je nejdéle existující skupinou v dějinách.
Skupina byl založena pod názvem Golden Gate Jubilee Singers v roce 1934 čtyřmi studenty školy Booker T. Washington College ve virginském Norfolku. Původní členové byli Willie Johnson (baryton, †1980), William Landford (tenor, † 1970), Henry Owens (druhý tenor, † 1970) a Orlandus Wilson (bas, 1917–1998).
Zpočátku skupina zpívala v kostelích a v lokální rozhlasové stanici, v roce 1937 byli vybráni značkou Bluebird Records a nahráli během dvou hodin na desky svých prvních 14 písní.

## Současnost
Současné složení skupiny je
- Paul Brembly, baryton (od roku 1971)
- Frank Jerome Davis, první tenor (1995)
- Thierry Francis, bas (1998)
- Timothy Riley, druhý tenor (2012)

Současný vedoucí skupiny, Paul Brembly je synovcem Orlanda Wilsona, který vedl skupinu více, než 60 let.